# Maharaštra
Maharaštra (maratsko: [məharaːʂʈɾə] (), okrajšava MH ali Maha) je zvezna država v okviru Indije. Leži na zahodu Indije. Njeno ozemlje je na območju 307.713 km². V Maharaštri živi preko 112 milijonov ljudi. Ta zvezna država meji na naslednje indijske zvezne države: Gudžarat na severu, Karnataka, Telangana, in Goa na jugu, Madja Pradeš in Čatisgar, na vzhodu, nadalje na zahodu na Arabsko morje. Glavne reke v državi so Godavari, Krišna in Narmada. Glavno mesto Maharaštre je Mumbaj, ki šteje 18 miljonov prebivalcev, drugo največje mesto in drugo glavno mesto je Nagpur. V Gudžaratu večina prebivalcev govori jezik marati.
Večja mesta v Maharaštri so še Pune in  Našik (Nashik), ki je znan tudi kot »indijsko vinsko glavno mesto«, ker je v okolici veliko število vinogradov in vinarij v državi.
Glavni reki v tej zvezni državi sta Godavari in  Krišna (Krishna). Maharaštra je tretja najbolj urbanizirana indijska zvezna država. Tu najdemo mnoge zgodovinsko pomembne ruševine, spomenike, grobnice, trdnjave in religiozna mesta, ki so jih zapustili različni vladarji. Nekatera mesta so vključena v Unescovo svetovno dediščino kot so Adžanta jame (Adjanta) in Ellora jame. Številne trdnjave oziroma njihovi ostanki pa so povezani z življenjem in delovanjem narodnega junaka in vojskovodje Čatrapati Šivadži maharadže (Chhatrapati Shivaji).
Maharaštra je ena izmed najbogatejših indijskih zveznih držav in tudi najbolj razvita država v Indiji. Kmetijstvo in industrija sta najpomembnejši gospodarski panogi. V industriji prevladuje proizvodnja kemičnih proizvodov, električnih in neelektričnih naprav, petrokemična industrija in tekstilna industrija. Država ima tako največji posamičen delež v indijskem gospodarstvu, ki znaša 15 % indijskega bruto domači proizvoda (BDP).

## Zgodovina

### Antika in zgodnji srednji vek
Maharaštra je v 4. in 3. stoletju pr. n. št. spadala pod oblast imperija Maurya. Okoli leta 230 pr. n. št. je Maharaštra prišla pod vladavino rodbine Satavahana za kar 400 let.. Leta 90 n. št. je Vedišri, sin satavahanaškega kralja Satakarnija, gospodar Dakšinapate, dal glavno mesto kraljestva postaviti v Junnar, trideset milj severno od Pune. 
Državi so v poznoantičnem času vladali zahodni satrapi, Guptski imperij, Gurjara-Pratihara, Vakataka, Kadambas, Imperij Čalukja, [rodbina Rashtrakuta]] in Zahodnih Čalukja predno ji je zavladala rodbina Jadava. Na ozemlju sedanje Maharaštre je rodbina Čalukja vladala od 6. – 8. stoletja in med vladarji sta izpostavljena Pulakešin II., ki je premagal severnoindijskega imperatorja Harša in Vikramaditja II., ki je premagal arabske zavojevalce v 8. stoletju. Nato je rodbina Raštrakuta vladala Maharaštri od 8. do 10. stoletja. Arabski popotnik Sulejman opisuje vladarja rodbine Raštrakuta (Amoghavarša) kot »enega od 4 velikih kraljev sveta«.
Od zgodnjega 11. stoletja do 12. stoletja je na območju Dekana, vključujoč velik del Maharaštre dominiral imperij Zahodna Čalukja in rodbina Čola. Več bitk se je bilo med imperijem Zahodne Chalukye in rodbino Chola na območju Dekana v času vladanja Raja Raja Čola I., Radžendra Čola I., Džajasimha II., Somešvara I. in Vikramaditja VI..

### Rodbina Jadav (Yadav) 12. – 14. stoletje
Rodbina Džadav iz  Devagirija je bila indijska rodbina, ki je na svojem višku vladala kraljestvu, ki se je raztezalo med rekama Tungabhadra in Narmada, kar je vključevalo sedanjo Maharaštro, sever Karnatake in dele Madja Pradeš. Njihovo glavno mesto je bilo Devagiri (danes imenovano Daulatabad. Rodbina Džadav je na začetku vladala kot podložniki  Zahodnih Čalukja.
Okoli sredine 12. stoletja, ko je pojenjevala moč Čalukja, so Jadavi proglasili neodvisnost in vzpostavili vladavino, ki je dosegla višek za časa vladavine Singhana II. Džadavi iz Devagiri so podpirali Marati, ki je bil njihov dvorni jezik. Kannada je verjetno bil tudi jezik na dvoru v času Seunačandre, kot edini dvorni jezik pa je bil Marati v času Ramčandra in Mahadeva Džadavov. Glavno mesto Devagiri je postalo magnet za izobražence, ki so govorili Marati jezik. Izvor in razvoj Marati literature je neposredno vezana na vzpon rodbine Džadav.

### Islamska vladavina
Na začetku 14. stoletja je bila rodbina Džadav odstavljena s strani vladarja Delhijskega sultanata Ala-ud-din Haldžija. Kasneje je Muhamad bin Tuglak zasedel dele Dekana in začasno preselil prestolnico iz Delhija v Daulatabad kot je bila preimenovana nekdanja prestolnica Džadavov Devagiri v sedanji Maharaštri. Po propadu Tuglakov leta 1347, se je odcepil Bahmani sultanat, ki je potem vladal območju naslednjih 150 let iz prestolnice Gulbarga in kasneje iz Bidarja. Po razpadu Bahamani sultanate leta 1518, je bilo območje sedanje Maharaštre razdeljeno med pet Dekanskih sultanov: Nizamšaha Ahmednagarskega, Adilšaha iz Bidžapura, Kutubšaha iz Golkonde, Bidaršaha iz Bidarja in Imadšaha iz Eličpurja. Te kraljevine ali sultanati so se pogosto medsebojno bojevali; združili so se le, ko so leta 1565 odločilno porazili Vidžajanagara imperij na jugu. Sedanjemu območju Mumbaja je vladal Sultanat Gudžarat do portugalske zasedbe leta 1535 in rodbine Faruki, ki je vladala regiji Kandeš (Khandesh) med leti 1382 in 1601, ko je bilo končno priključeno Mogulskemu cesarstvu. Regent rodbine Nizamšahi iz Ahmednagarja Malik Ambar med letoma 1607 do 1626 je povečal moč Murtaza Nizam šaha in zgradil veliko armado. Malik Ambar je uvedel gverilsko vojno na območju Dekana. Mogulskemu princu Kuramu (ki je pozneje postal imperator Šah Džahan) v njegovem boju proti mačehi, Nur Džahan, ki je imela ambicije pridobiti prestol v Delhiju za svojega sina. Dekanske kraljevine so bile kasneje vse podlegle Mogulskemu cesarstvu ali pa nastajajočim Marata silam v drugi polovici 17. stoletja.
Zgodnje obdobje islamske vladavine je bilo v znaku brutalnega nasilja do nemuslimanskega prebivalstva kot je bil davek džazija na nemuslimane, rušenje templjev in prisilno spreobračanje. Kljub temu pa sta pretežno hindujska populacija in islamski vladarji sčasoma našli prilagoditev. Večino tega obdobja so bili Brahmini zadolženi za blagajništvo, med tem ko je bilo pobiranje prihodkov v rokah Maratov, ki so imeli vatani (dedne pravice) do Patilov (pobiranje dohodkov na nivoju vasi) in Dešmukhov (pobiranje dohodkov na večjem območju). Številne družine kot so Bhosale, Širke, Ghorpade, Džadhav, More, Mahadik in 
Hatge ter Nimbalkar so lojalno služile različnim sultanom v različnem časovnem obdobju. Vsi vatandarji so smatrali njihov vatan za vir gospodarske moči in ponosa in ga niso marali oddati. Vatandarji so se sprva upirali Šivadžiju, ker je to prizadelo njihov ekonomski interes. Ker je bila večina prebivalstva Hindu in govorila Marati, so celo sultani kot je Ibrahim Adil Šah I. sprejela Marati kot dvorni jezik, ter za uporabo v administraciji in za zapise.
Zaton islamske vladavine na Dekanu se je pričel ko je Šivadži ustanovil Marata imperij s priključitvijo delov sultanata Bidžapur leta 1674. Šivadži se je pozneje uprl vladavini Mogulov, in tako postal simbol odpora hindujcev in samovlade. Marata imperij je privedel do končanja mogulske vladavine nad ogromnim območjem, ki se je razprostiralo med Attockom do  Cuttacka.